# Urosigalphus trituberculatus
Urosigalphus trituberculatus är en stekelart som beskrevs av Gibson 1972. Urosigalphus trituberculatus ingår i släktet Urosigalphus och familjen bracksteklar. Inga underarter finns listade i Catalogue of Life.